# Хмародери
Хмародери — український рок-гурт, заснований у 2008 році. Стиль музики "Хмародерів" зазвичай визначають як "аграрний панк-рок". 

## Історія
Гурт створили гітаристи Андрій Андрушко, Петро Нагірний та вокаліст Андрій Колодійчук (Андрон Небухай), які народились та виросли у місті Дубляни Львівської області. Усі вони разом займались музикою із 1993 року, виступали під назвою "Чорна Мері", проте "Хмародери" стали першим помітним результатом їхньої співпраці.  
У 2008 році до колективу приєднався барабанщик Остап Сухоцький, на той час студент першого курсу Львівської музичної академії і басист Олег Садовський. У 2008—2009 році "Хмародери" стали переможцем онлайн хіт-параду і як винагороду безкоштовно записали пісню "Ти потрібна мені" на студії "100% records" (м. Київ), а також самостійно створили демо-запис дев'яти пісень під робочою назвою "Мамо, дивись, я граю!", які швидко поширилися у соціальних мережах. З 2008 по 2011 рік "Хмародери" активно виступають на регіональних фестивалях (Чернігівське—Фан-зона, Бандерштат, Цвіт Папороті та ін.), записують пісні "Google.com" та "Ліда" на студії Олега Мороза[недоступне посилання з липня 2019]. Восени 2010 року команда самотужки знімає кліп на пісню "Ліда".  
У 2011 році  на зміну Сухоцькому та Садовському приходять Григорій Вельчев (барабани) і басист Паша Корсун (гурт niagAra, Карна). В оновленому складі "Хмародери" виступають хедлайнерами першого дня фестивалю Тарас Бульба-2012, виступають у фан-зоні Євро-2012 у Львові та ін. У 2012 році записують легендарну пісню "Made in China". В грудні 2012 колектив покидає один із засновників, гітарист Андрій Андрушко та барабанщик Григорій Вельчев.
Згодом місце барабанщика зайняв Тимофій Йода, а другого гітариста команда вирішила не запрошувати.
В листопаді 2013 року гурт відновив роботу і випустив пісню "Коли в росії закінчиться газ", яка одразу потрапила у ротацію львівських радіостанцій у зв'язку із подіями Євромайдану. 
У 2014 році продовжилась концертна діяльність і був підготовлений до випуску новий музичний матеріал, однак у зв'язку з війною на сході України, нові пісні "Хмародери" вирішили тимчасово не пускати в ротацію. Винятком стали лише дві пісні: "Курдупелька", яка записана в не зовсім звичній для гурту манері, та "Хто там?". 
У 2021 році гурт повертається у вигляді дуету Андрія Колодійчука та Андрія Андрушка. Команда знімає кліп на пісню "Ультрамарин" та записує декілька пісень. Робота продовжується над створенням акустичного альбому під робочою назвою "Шедерви". 

## Музика
"Хмародери" характеризують стиль своєї музики як "аграрний" або "сільськогосподарський панк-рок". Авторами пісень є Андрій Колодійчук (тексти), Андрій Андрушко та Петро Нагірний (музика, аранжування). У піснях домінують іронічні та стьобні мотиви. Музиканти навмисне намагаються уникати "серйозності" як у творчості, так і у ставленні до власного гурту.  

## Учасники
- Андрій Колодійчук — вокал, політрук
- Андрій Андрушко — гітара

## Колишні учасники
- Остап Сухоцький — барабани (2008—2010)
- Григорій Вельчев — барабани (2011—2012)
- Олег Садовський — бас (2008—2010)
- Петро Нагірний — гітара (2008—2020)
- Павло Корсун — бас-гітара (2011—2020)
- Тимофій Іванович Йода — барабан (2012—2020)

## Додаткова інформація
Вокаліст гурту Андрій Колодійчук здобув три вищих освіти (економіст, землевпорядник — ЛНАУ, юрист) а також став Магістром державного управління. Отримав спеціальність Master of Arts in University of North London. Депутат Дублянської міської ради 3,4,5 демократичних скликань. З 2010 року - безробітний пофігіст-фрілансер. Призер міжнародного літературного конкурсу "Лучший копирайтер Maultalk - 2011", лауреат Міжнародного літературно-музичного фестивалю «Інтереальність-2019» (пісня "Колискова для Матвія"), лауреат Міжнародного літературного конкурсу "Место встречи - Интерреальность - 2021" (українська поезія).
Гітарист Петро Нагірний у 2012 р. захистив кандидатську дисертацію зі спеціальності "Містобудування" у КНУБА. Викладає на кафедрі графічного дизайну ЛНАМ.
Андрій Андрушко — отримав повну професійну музичну освіту: закінчив Львівське музичне училище у класі гітари, після чого — Львівську музичну академію за спеціальністю "композиція". Його твори для класичної гітари звучать як в Україні, так і за її межами, зокрема у виконанні австрійця Лео Вітошинського. Андрій Андрушко є переможцем всеукраїнського конкурсу "Нові імена України" та міжнародного конкурсу "Градус ад Парнасум", його твори для соло-гітари видані у США, ще дві збірки вийшли друком в Україні.

## Кліпи
- Ліда